# Lulek czarny
Lulek czarny (Hyoscyamus niger L.) – gatunek roślin z rodziny psiankowatych. Nazwy ludowe: lulka, lulek jadowity, szalej czarny, żabi barszcz.

## Rozmieszczenie geograficzne
Rodzimym obszarem jego występowania są góry prowincji irano-anatolińskiej. Rozprzestrzenił się jednak i obecnie poza Antarktydą i Australią występuje na wszystkich kontynentach i na wielu wyspach. Na półkuli północnej jest dużo częstszy i szerzej rozprzestrzeniony, niż na południowej. W Europie pojawił się już w neolicie, w Polsce w epoce żelaza. Na niżu Polski jest dość częsty, w górach rzadki. Status gatunku we florze Polski: archeofit. Rośnie dziko, jest też uprawiany.

## Morfologia
ŁodygaWzniesiona, zazwyczaj pojedyncza, tępokanciasta, gruczołowato omszona, lepka w dotyku. Wysokość 30–60 cm.
LiścieUlistnienie naprzemianległe. Liście gęsto ustawione, szerokie, w zarysie jajowate, o brzegu zatokowo-pierzasto-wrębnym. Owłosione. Odziomkowe liście są większe i ogonkowe, natomiast łodygowe siedzące, mniejsze. Barwa liści jasnozielonożółtawa.
KwiatyWyrastają pojedynczo w kątach liści tworząc grono. Kielich dzwonkowaty, zrośnięty w rurkę, siatkowato unerwiony i gruczołowato owłosiony, z pięcioma ostrymi, u nasady lepkimi ząbkami. Obejmuje zalążnię, a po dojrzeniu owoc. Korona lejkowata, nieco grzbiecista, 5-łatkowa, z zewnętrznej strony owłosiona. Jest brudnożółte z fioletowymi, siatkowatymi żyłkami. Słupek z nieco wydłużoną zalążnią. Jest nagi, owłosiona jest tylko jego szyjka w dolnej części. Pręcików 5, w tym 3 dłuższe i 2 krótsze. Mają fioletowe pylniki i owłosione nitki pręcików.
OwocTorebka otwierająca się czapeczką. Nasiona liczne, jasnobrązowe, matowe, nerkowate, o siateczkowatej powierzchni. Są bardzo podobne do nasion maku i tak samo bardzo drobne. Mają długość 1,3–1,6 mm i szerokość 1,1–1,4 mm.
KorzeńPalowy, gruby, pojedynczy lub rozgałęziony. Sięga do 80 cm w głąb gleby.

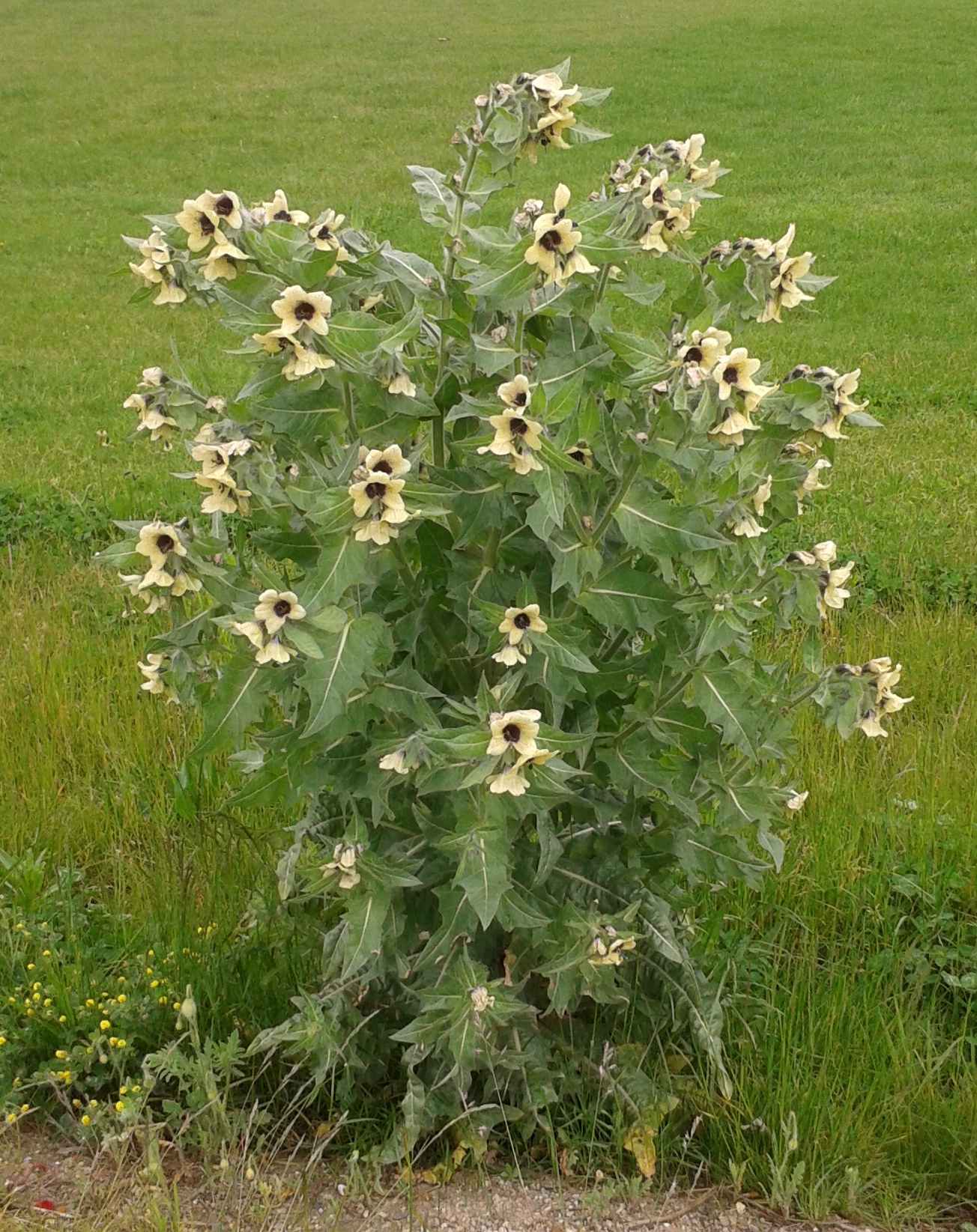
Pokrój
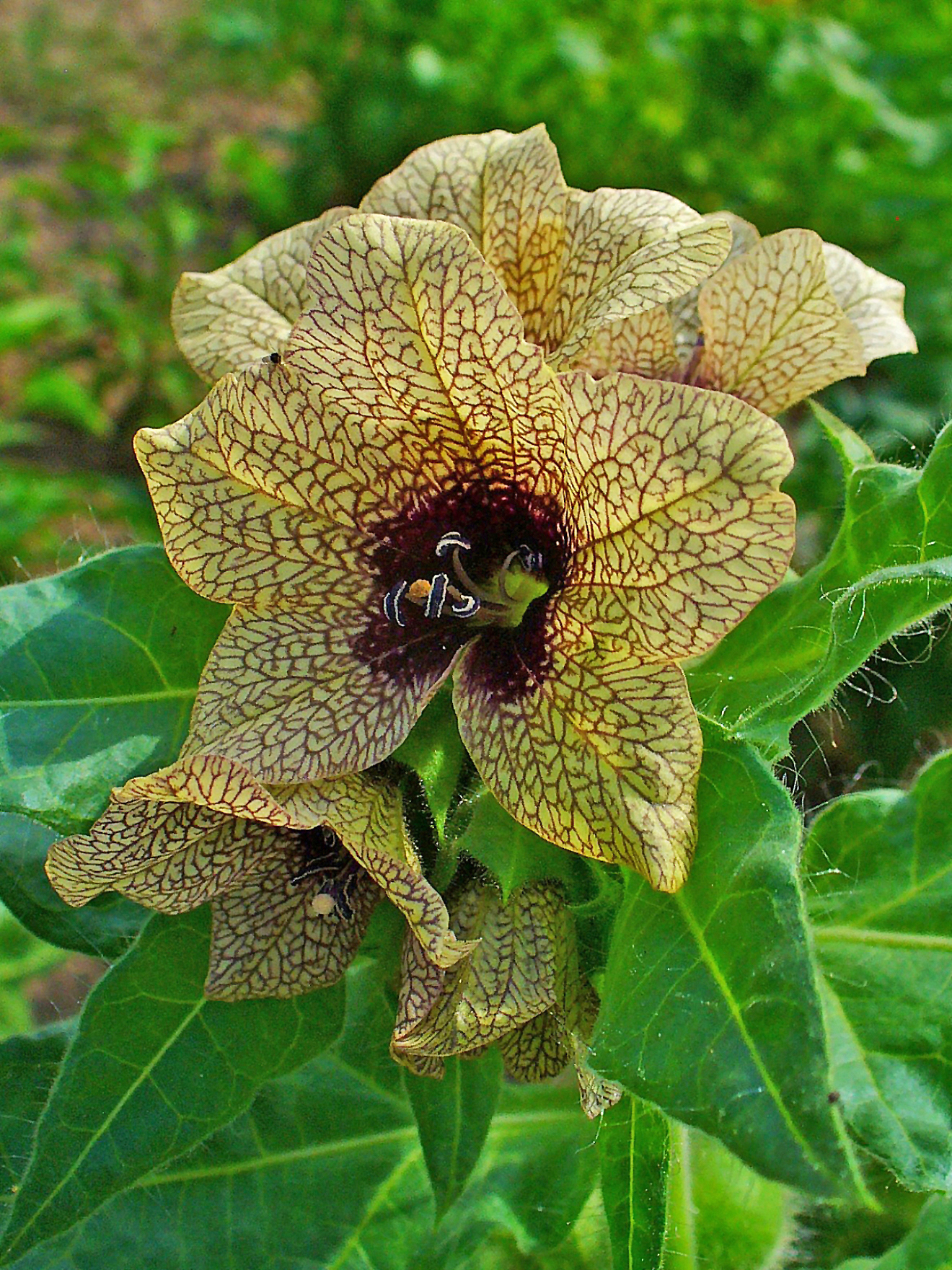
Kwiaty
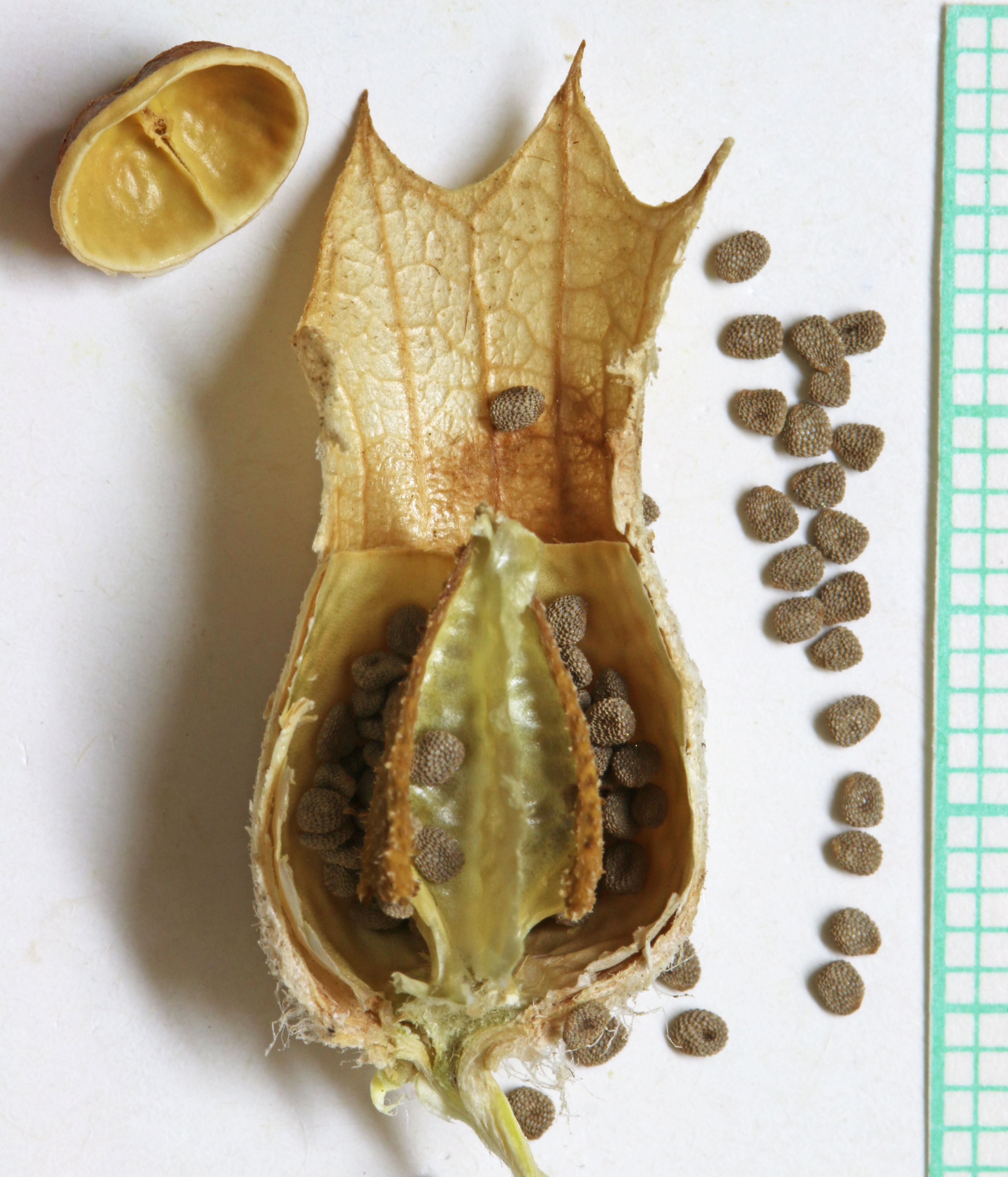
Owoc i nasiona
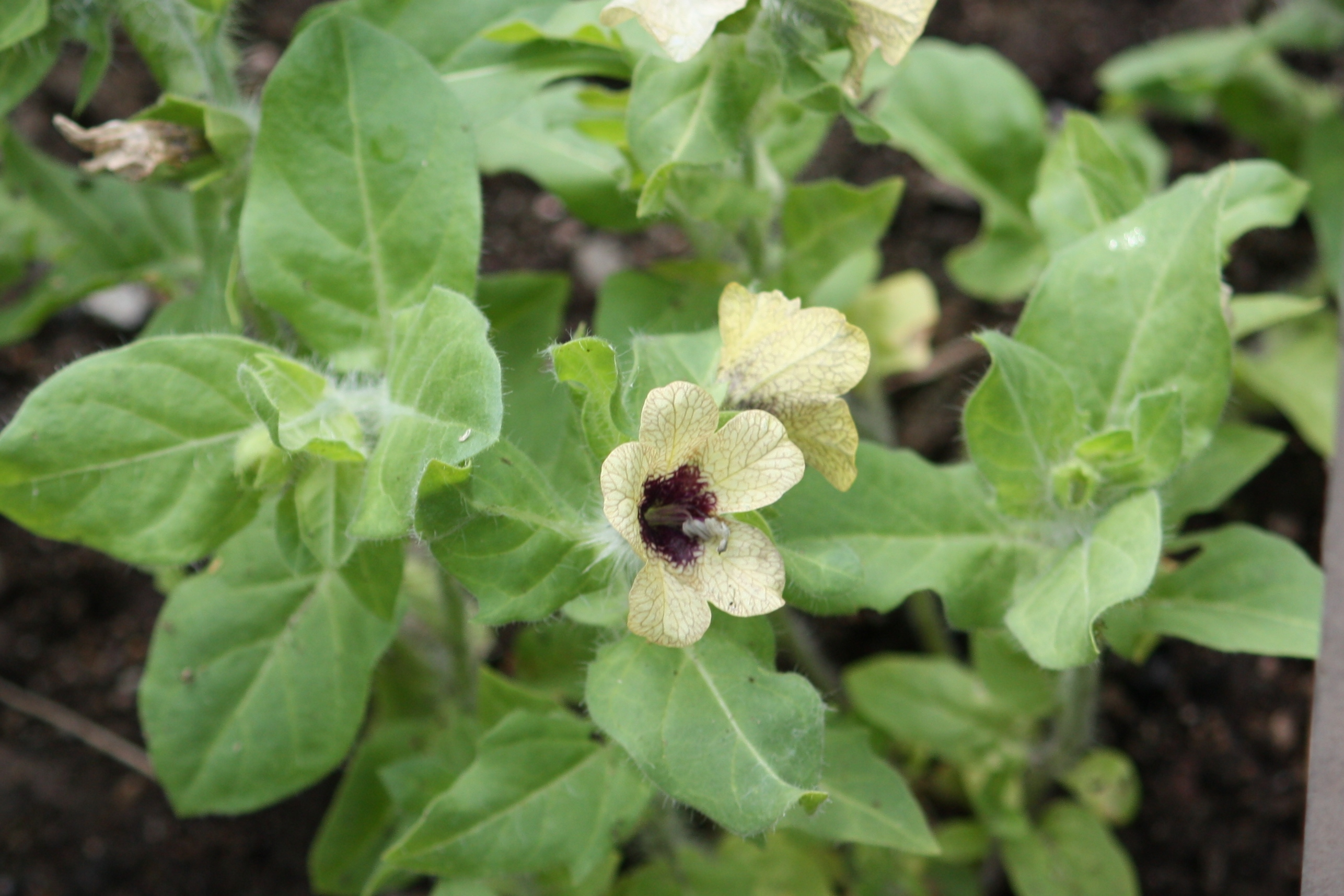
Kwitnący pęd
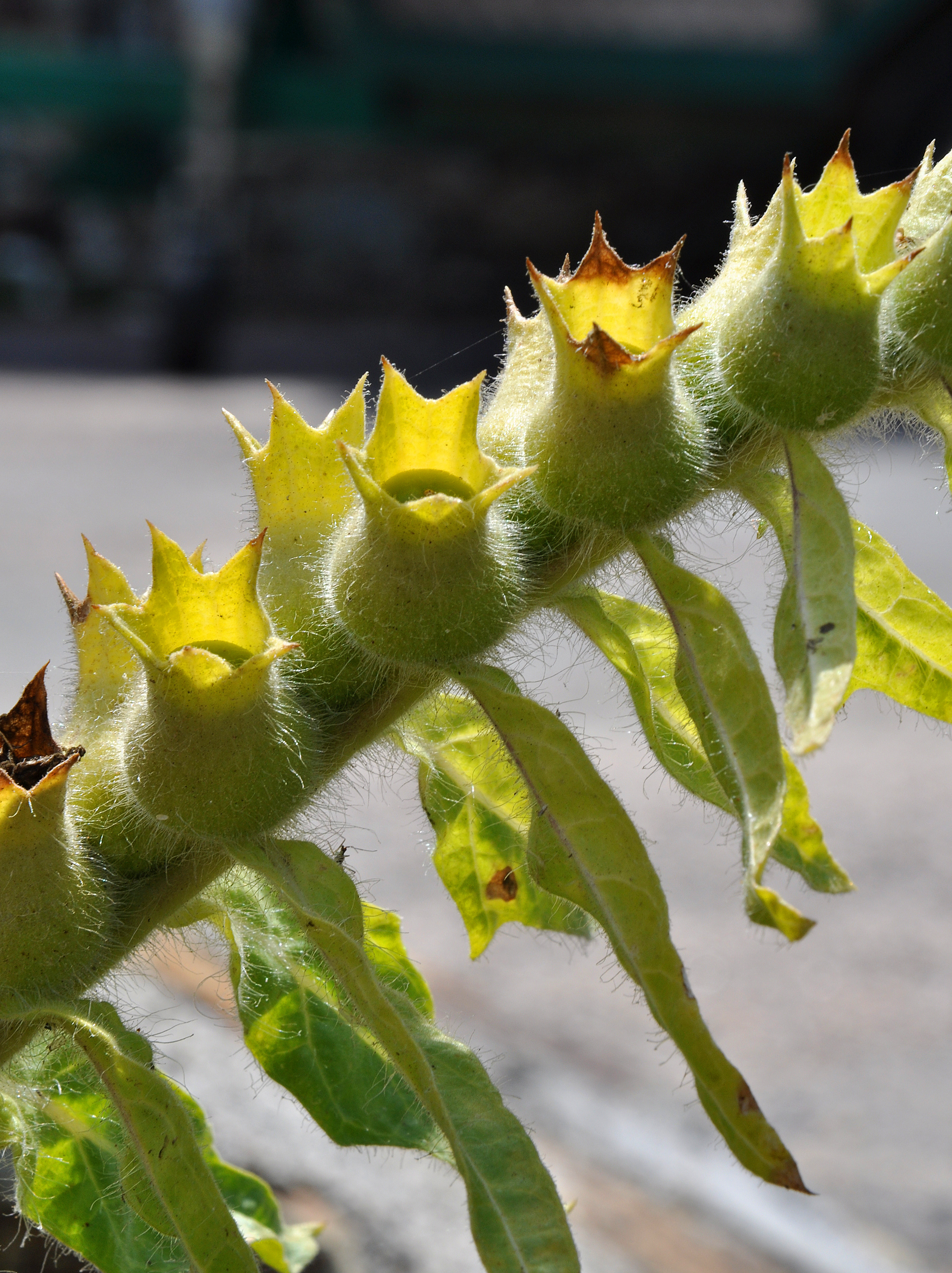
Młode owoce

## Biologia i ekologia
RozwójRoślina jednoroczna, rzadko dwuletnia. Pokryta lepką wydzieliną o charakterystycznej niemiłej woni, porównywalnej do tej wydzielanej przez liście i łodygi pomidora lub surfinii[./Lulek_czarny#cite_note-pawlowski-9 [9]]. Kwitnie od czerwca do września, kwiaty przedprątne, zapylane lub samopylne, zapylane wyłącznie przez trzmiele. Owocuje od sierpnia do listopada, nasiona rozsiewane są przez wiatr (anemochoria). Jedna roślina może wytworzyć w ciągu roku około 5–10 tys. nasion, ale niektóre okazy nawet 500 tysięcy i więcej.
SiedliskoRoślina ruderalna, spotykana na przydrożach, nieużytkach, gruzowiskach, wysypiskach, czasami także jako chwast, m.in. w uprawach maku. W klasyfikacji zbiorowisk roślinnych gatunek charakterystyczny dla Ass. Urtico-Malvetum.
Roślina śmiertelnie trującaLiść lulka zawiera alkaloidy tropanowe w ilości 0,02–0,18%, z których najważniejsze to skopolamina, atropina i L-hioscyjamina. Zatrucia zdarzają się przez żucie i jedzenie nasion na skutek pomylenia ich z nasionami maku oraz korzeniem przez pomylenie z korzeniem skorzonery lub pasternaku. Wszystkie części rośliny są trujące, najbardziej jednak korzeń i nasiona. Charakterystycznymi objawami zatrucia lulkiem są halucynacje, zaburzenia świadomości, nadmierna wesołość i napady szału. Typowe jest rozszerzenie źrenicy, silne zaczerwienienie skóry i wysuszenie błon śluzowych jamy ustnej i gardła powodujące suchość w ustach i silne pragnienie. W stanie halucynacji wywoływanych przez liście lulka dominuje duże pobudzenie ruchowe, co jest charakterystyczne i odróżnia te zatrucia od zatruć pokrzykiem lub bieluniem. Przy większych dawkach następuje paraliż układu oddechowego powodujący śmierć. Dawką śmiertelną dla dziecka jest już 15 nasion tej rośliny.
GenetykaLiczba chromosomów 2n = 34.
Korelacje międzygatunkoweNa lulku czarnym pasożytuje grzyb Golovinomyces hyoscyami wywołujący chorobę mączniak prawdziwy i grzybopodobny lęgniowiec Peronospora hyoscyami wywołujący mączniaka rzekomego. Na liściach żeruje larwa i dorosła postać chrząszcza Psylliodes hyoscyami.

## Zastosowanie
- Roślina lecznicza. Surowiec zielarski: liście. Już w Babilonii był wykorzystywany jako roślina lecznicza[13]. W starożytności i średniowieczu stosowano go do zwalczania bólu i jako środek uspokajający. Działa na autonomiczny układ nerwowy powodując rozkurcz mięśni gładkich, hamuje wydzielanie potu, śluzów, śliny, soku żołądkowego oraz rozszerza źrenicę oka. Obecnie ze względu na swoją wielką toksyczność nie jest bezpośrednio wykorzystywany w lecznictwie, jednak jego składniki stanowią surowiec dla przemysłu farmakologicznego[7]. Wykorzystywane są do produkcji leków psychiatrycznych, leków na chorobę morską i komunikacyjną. Z zawartej w nim skopolaminy produkuje się lekarstwo na bolesne miesiączki i lek znieczulający podczas porodu. Wytwarza się z niego także lekarstwa podawane jako szybko działający środek odtruwający przy przedawkowaniu narkotyków[11].
- Jego trujące własności znano już w starożytnym Egipcie i Persji i wykorzystywano go do zatruwania strzał oraz skrytobójczych mordów[13].
- W średniowieczu był uważany za roślinę niezwykłą. Był jednym ze składników napojów o działaniu czarodziejskim i miłosnym, a jasnowidze po jego użyciu wprawiali się w trans[13].
- Używany był do barwienia wełny na kolor srebrzysto-biały[16].
- Używano go jako trutkę do zwalczania gryzoni w spiżarniach[16].

## Szkodliwość i zwalczanie
Najczęściej występuje w uprawach roślin okopowych i w sadach, w tych miejscach jednak nie jest groźnym chwastem. Musi być natomiast zwalczany w plantacjach maku, znacznie bowiem utrudnia zbiór. Jego silnie trujące nasiona są bardzo podobne do ziaren maku, z tego względu dawniej cały plon z pola zachwaszczonego lulkiem musiał być zniszczony. Obecnie opracowano sposób ich oddzielania przy wykorzystaniu specjalnych przyrządów. Musi być zwalczany także na łąkach i pastwiskach, jest bowiem silnie trujący dla bydła. Siano z domieszką lulka zupełnie nie nadaje się do karmienia zwierząt. Ponadto lulek czarny jest żywicielem patogenów wywołujących choroby pomidorów, papryki czy tytoniu, i to również jest powód, dla którego powinien być zwalczany w pobliżu plantacji tych roślin.
Najważniejsze jest zapobieganie zachwaszczeniu. W tym celu należy wysiewać tylko czysty materiał siewny, bez nasion lulka. Szczególnie ważne jest to przy uprawie maku. Większość siewek lulka niszczy bronowanie i plewienie międzyrzędów w uprawie roślin okopowych. W ogródkach stosuje się ręczne plewienie. Zwykle przy plewieniu pozostają w ziemi korzenie lulka, jednak jest to bez znaczenia, nie potrafi on bowiem odnowić się po oderwaniu pędu nadziemnego.
Nie zarejestrowano herbicydów specjalnie przeznaczonych do zwalczania lulka. Zaleca się wykorzystywanie tych, które zawierają glifosat lub dikwat. Przy zwalczaniu na etapie wczesnych siewek stosuje się nalistnie preparaty zawierające acetochlor i bentazon, przeznaczone do zwalczania psianki czarnej. Można stosować także preparaty zawierające metazachlor lub nikosulfuron.